# Contea di Douglas (Missouri)
La contea di Douglas in inglese Douglas County è una contea dello Stato del Missouri, negli Stati Uniti. La popolazione al censimento del 2000 era di 13 084 abitanti. Il capoluogo di contea è Ava